# Kamerden
De kamerden (Araucaria heterophylla, synoniem: Araucaria excelsa) is een conifeer die endemisch is op het eiland Norfolk (ten oosten van Australië). Het is een van de meest gekweekte soorten binnen het geslacht Araucaria. Hoewel de boom oorspronkelijk enkel voorkwam op Norfolk wordt deze tegenwoordig wereldwijd gekweekt.

## Beschrijving
Araucaria heterophylla is erg herkenbaar door zijn symmetrische groeiwijze bij jonge exemplaren, die niet meer zo duidelijk is bij oudere exemplaren (na 40 jaar). Het is bekend dat deze soort 50-70 m hoog kan worden. De omtrek van de stam kan 1,25-1,75 m bedragen.
De mannelijke kegels zijn langgerekt en ongeveer 4 cm lang. Vrouwelijke kegels zijn bolvormig en 12-15 cm lang. De zaden worden 2,5-3 cm groot.
De soortaanduiding heterophylla (= 'verschillende bladeren') duidt op het verschil in de bladeren tussen jonge en oude exemplaren.

## Cultivatie
De kamerden is in warmere streken (want de boom is niet winterhard) zoals Australië en Florida een populaire plant en wordt daar ook op grote schaal aangeplant. Ook in kustgebieden is deze boom populair omdat hij zout en wind gemakkelijk verdraagt. Anderzijds is de kamerden een populaire potplant omdat hij binnenshuis waar er relatief weinig zon is, klein blijft.
Oorspronkelijk bedekte de boom een groot deel van Norfolk en de naburige eilanden Nepean en Philip, maar sinds de boom in 1774 door James Cook gezien werd als een uitstekende boom om masten van te maken, is de populatie sterk geslonken (achteraf bleek de boom toch ongeschikt om als mast te gebruiken). Tegenwoordig is de populatie vooral geslonken door de uitbreiding van landbouw- en woongebieden.

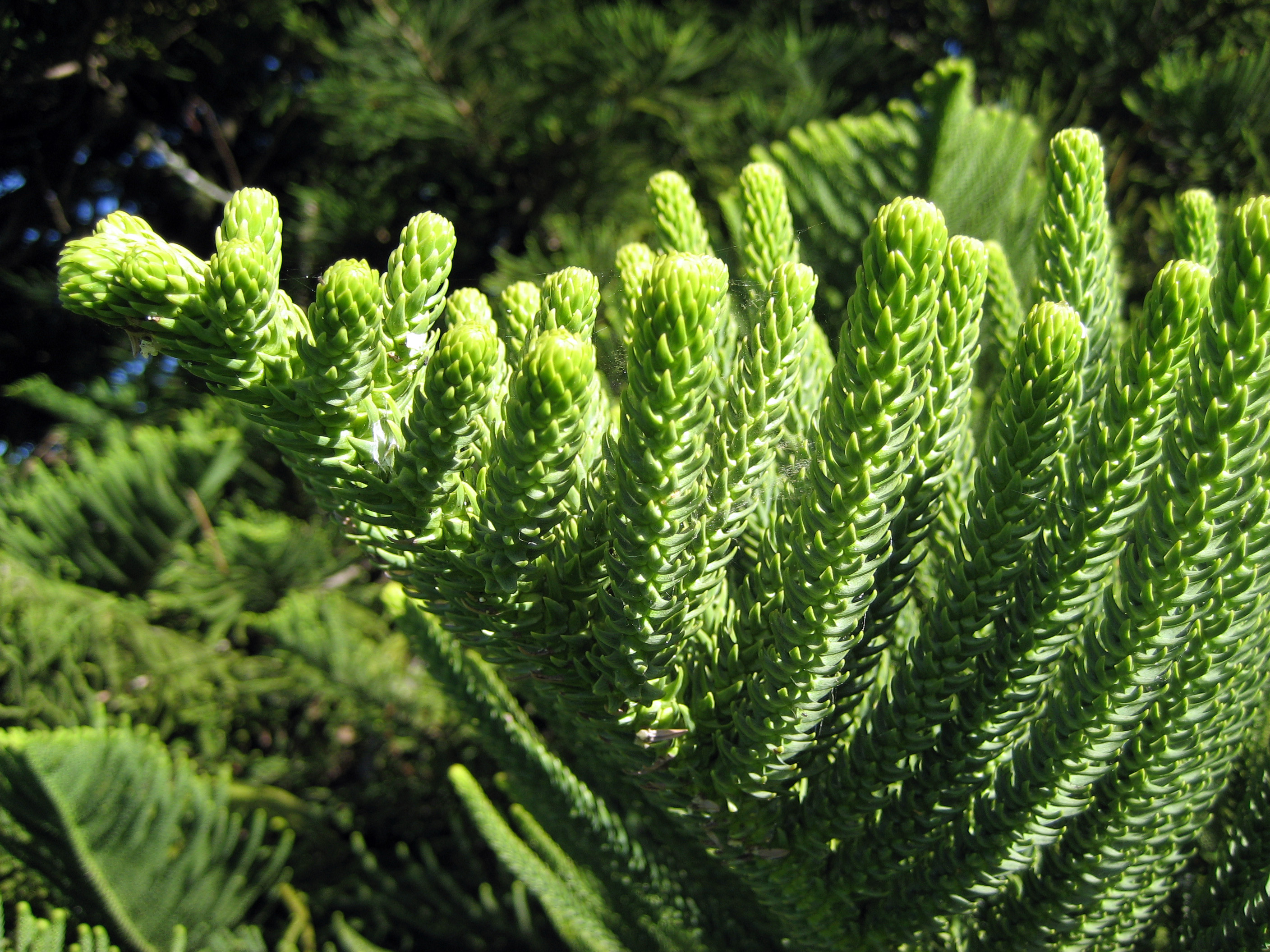
Detailopname van de takken

... · 
A. angustifolia · 
A. araucana (Slangenden) · 
A. bidwillii · 
A. columnari · 
A. cunninghamii · 
A. heterophylla · 
A. luxurians · 
...